# Florentina Pakosta
Florentina Pakosta, née le 1er octobre 1933 à Vienne, est une peintre, graphiste, écrivaine féministe autrichienne.

## Biographie
De 1952 à 1956, Florentina Pakosta étudie à l'Académie des Beaux-Arts de Vienne. Elle poursuit ses études à l'Académie de la Grande Chaumière, à Paris. Elle effectue des séjours d'étude à Venise, Prague et Amsterdam.  
De 1956 à 1960, elle étudie la peinture à l'Académie des Beaux-Arts de Vienne avec Josef Dobrowsky. En 1963, elle est à Paris, à l'École des Beaux-Arts. En 1971, elle est membre de la Sécession viennoise. 
Dans les années 1960, elle réalise une série dessins Mein mehrfaches Sein, de couleur bistre et à la craie brune, représentant les diverses expression de son visage. 
Elle se consacre à la physionomie humaine et au langage corporel en tant qu'expression du pouvoir patriarcal. Elle ajoute à ses physionomies des étaux, des scies, des couteaux, des sièges de toilettes. Elle façonne les lèvres en becs d'oiseaux. 
À partir de 1975, elle publie des textes en prose. 
En 1978, en tant que membre du conseil d'administration de la Sécession, elle organise l'exposition d'artistes femmes Sécessionnistes. 
Pendant des siècles, les peintres et les sculpteurs ont représenté les femmes comme des objets ou des muses. Florentina Pakosta tourne son regard vers les hommes et dissèque les expressions de leur visage et leur langage corporel. Elle reprend les visages expressifs des sculptures de Franz Xaver Messerschmidt. Elle recense les expressions faciales des hommes, leurs émotions et les représentations des masculinités dans la série Paraphrasen.  
Dans les années 1980, elle crée une série de neuf dessins au format affiche en utilisant la technique du trait croisé imitant l'imprimé. Elle aborde le type de figure du pouvoir masculin. Elle fait le portrait de neuf personnalités masculines contemporaines. Ses dessins questionnent les structures de pouvoir patriarcal. 
Elle fait une autre série en grand format. Elle s'intéresse cette fois aux mains et à leurs expressivités et leurs gestuelles. 
Dans la série Menschenmassen, elle représente des foules d'hommes au crâne chauve où l'individu est un modèle identique reproduit en masse par le capitalisme, qu'elle-même reproduit à l'identique à l'aide de pochoir. 
En 1988, Florentina Pakosta revient à la couleur et à la peinture. Elle représente des natures mortes à partir d'objets fabriqués en série. 
Finalement, en 1989, à la suite de la chute du mur de Berlin, l'effondrement des régimes communistes et la fin des idéologies politiques, elle abandonne toute représentation figurative. Elle crée les Tricolor Pictures en reprenant et modifiant les principes du constructiviste. Elle apporte une contribution à l'abstraction géométrique d'importance internationale.
Florentina Pakosta établit un dialogue permanent avec les maîtres anciens et les images contemporaines dans une perspective féministe.
Dans ces œuvres socialement critiques, elle propose une analyse féministe du monde dominé par les hommes. Avec VALIE EXPORT et Maria Lassnig, elle est l'une des représentantes de l'art féministe en Autriche.
Ses œuvres sont présentes dans de grandes expositions, comme Personale à l'Albertina de Vienne en 2018.
L'artiste a eu sa première exposition muséale en Allemagne en 2018 au musée Sprengel de Hanovre. 

## Publication
- Drehtür. Erzählungen und autobiografische Texte, Ritter, Klagenfurt/Vienne 2009,  (ISBN 978-3-85415-442-6)
- Vorsicht Mensch. Kurzprosa, Tagebuchaufzeichnungen, Aphorismen. Editeur Bibliothèque de la province, Weitra 2018,  (ISBN 978-3-99028-742-2) .

## Catalogues d'exposition
- Florentina Pakosta : dessins et gravures. Galerie Welz, Salzbourg ; 25. Mai-18. Juin 1972. Vienne 1973.
- Florentina Pakosta : Formations faciales . Gravures en relation avec les têtes de personnages de FX Messerschmidt. Service culturel de la ville de Graz (éd.), 1977.
- Florentina Pakosta : Dessins 1971 - 1978. (Exposition rétrospective « Florentina Pakosta, gravures, dessins, gouaches », 1952-1978, présentée à la Sécession de Vienne en janvier 1979). Vienne, vers 1979.
- Florentina Pakosta : Dessins et gravures 1973 - 1983. Collection graphique de l'Albertina, 293. Exposition 25. Janvier-26. Février 1984. Impression à l'encre, Vienne 1984.
- Florentina Pakosta : Natures mortes, objets, produits de série, 1960 - 1988. Belvédère inférieur, Vienne, exposition du 18 mai au 26 juin 1988. Galerie autrichienne, Vienne 1988. (Exposition temporaire de la Galerie Autrichienne ; 127)
- Florentina Pakosta : Œuvres de 1973 à 1990. (Catalogue du Musée national de Basse-Autriche ; NF 269). Département culturel de l'État de Basse-Autriche (éd.) , Bureau du gouvernement de l'État de Basse-Autriche, Vienne 1990,  (ISBN 3-85460-036-4).
- Florentina Pakosta : du 12 mai au 18 juin 1995 . publié par les Musées de la ville de Vienne, Vienne 1995,  (ISBN 3-85202-119-7). (Exposition spéciale/Musée historique de la ville de Vienne ; 201)
- Florentina Pakosta : le savoir créatif de chaque être. , textes de Manfred Wagner. Löcker, Vienne 1999,  (ISBN 3-85409-294-6).
- Léonore Maurer (éd.) : Florentina Pakosta : Ce qu'il ne faut pas dire. Romans et essais sur les arts visuels. Ritter, Klagenfurt/Vienne 2004,  (ISBN 3-85415-359-7).
- Franz Smola (éd.) : Florentina Pakosta. Publication à l'occasion de l'exposition du 21 mars Janvier-18. Avril 2011 au Musée Léopold de Vienne. Brandstätter, Vienne 2011,  (ISBN 978-3-85033-521-8).
- Cornelia Cabuk (éd.) : Florentina Pakosta. Peinture depuis 1989 Tricolor Pictures . Leykam, Graz 2013,  (ISBN 978-3-7011-7862-9).

## Prix
- prix Theodor Körner, 1975[1]
- Prix du graphisme de la ville de Vienne, pour ses eaux-fortes, 1984[1]
- Prix artistique autrichien pour les arts visuels, 2023

## Rétrospectives
- Albertina, Vienne, 2004[11]
- Rétrospective Florentina Pakosta, Musée Léopold, 2011[1]
- Personale, Albertina, Vienne, 2018[2]
- Musée Sprengel, Hanovre, 2018[12]